# 波斯出使歐洲使團 (1599年-1602年)

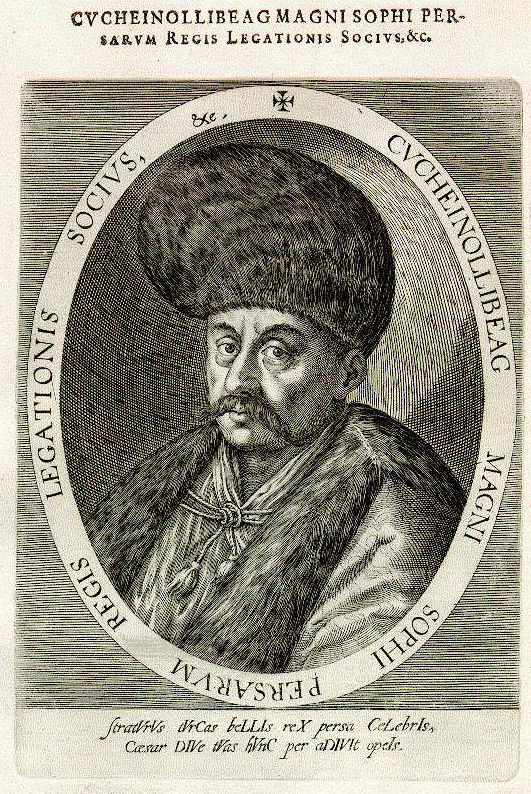
使節侯賽因·阿里·比格。

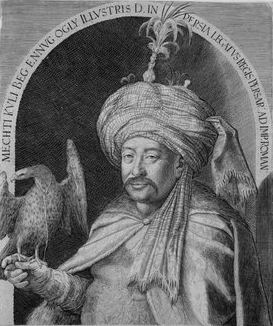
使節的甥侄阿里·古利·比格。

1599年，波斯沙阿阿拔斯一世派遣使團出使歐洲，尋求組成同盟對抗鄂圖曼帝國。波斯人與鄂圖曼帝國的衝突已超過一個世紀，因此試圖獲得歐洲人的援助對抗鄂圖曼帝國。除了領土上的紛爭，兩國都存在著宗教衝突，波斯人信奉的什葉派與鄂圖曼帝國信奉的遜尼派有所衝突。使團的目的顯然是要建立基督徒-波斯人同盟對抗突厥人。波斯人在1578年至1590年的鄂圖曼-薩非戰爭落敗，促使了波斯人與歐洲人恢復友好關係。

## 計劃

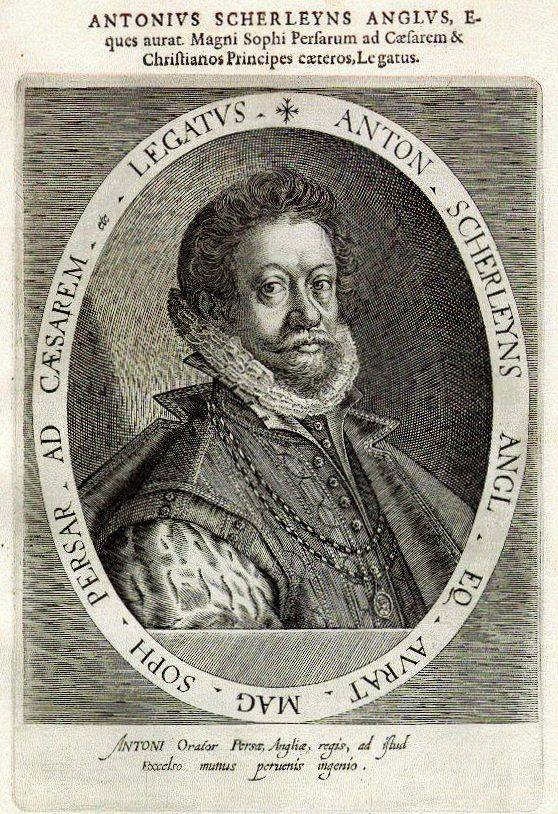
安東尼·舍里說服阿拔斯一世派遣使團出使歐洲，他本人也隨同出發。

使團由大使侯賽因·阿里·比格（Husain Ali Beg）及四名官員（將軍阿里·比格的兒子烏魯奇·比格、大使的甥侄阿里·古利·比格及其餘兩人）組成，並由英國冒險家安東尼·舍里（Anthony Sherley）帶領。舍里與25位英國人在1599年5月從威尼斯乘船航行到波斯，受到阿拔斯一世的歡迎。在此前，波斯與歐洲己有多次的聯繫，如1562年伊麗莎白一世派遣的安東尼·詹金森（Anthony Jenkinson）使團。
使團計劃到訪八個歐洲國家，另設一位特使長駐在俄國沙皇鮑里斯·戈東諾夫的宮廷裡。使團實際上拜訪過三位德國統治者、意大利宮廷及西班牙宮廷，但拜訪法國、英格蘭、蘇格蘭及波蘭的初步計劃沒有得到落實。

## 路線
使團在1599年7月出發，前往阿斯特拉罕，在同年11月抵達莫斯科。接著經過長時間的航行後使團於1600年秋季抵達波希米亞的布拉格，謁見魯道夫二世，並在當地過冬。1601年春季，使團出發前往慕尼黑，晉見原巴伐利亞統治者威廉二世，然後抵達意大利曼托瓦，獲溫琴佐·貢扎加（Vincenzo Gonzaga）接見。威尼斯總督卻以正在接見奧斯曼帝國大使為由拒絕接見波斯使團。最後，使團來到西班牙謁見腓力三世，然後在葡萄牙以海路前往霍爾木茲海峽和波斯。使團的其中一位成員是穆拉，他在梅里達被一名西班牙人刺死。在獲得賠償後，使團在1602年初從里斯本歸航。

## 皈依
值得注意的是，許多使團成員公開放棄了穆斯林信仰，改信天主教。三名使團人員在羅馬皈依天主教，另外三名隨行的秘書官在西班牙皈依，包括大使的甥侄阿里·古利·比格，他奉腓力三世為教父，取名為道恩·腓力。另一名秘書官烏魯奇·比格則以瑪格麗特皇后為教母，成為道恩·胡安（Don Juan）。他成為一位天主教徒，定居於西班牙，寫了一本名為《關係》（Relaciones）的著作，他在1605年於華拉度列被刺死。隨行的第三秘書官布尼亞德·比格同樣皈依天主教，取名為道恩·迭戈。
使團所取得的成果有限。

## 影響

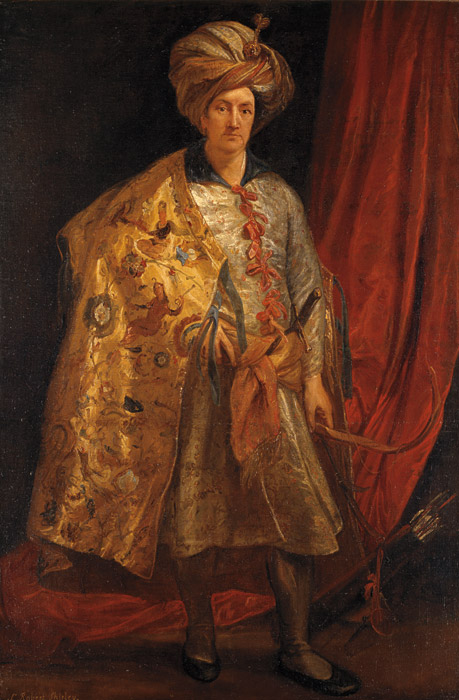
羅伯特·舍里現代化了波斯軍隊，幫助波斯在1603年至1618年奧斯曼-薩非戰爭裡取得勝利，導致第二次出使歐洲。

完成了出使的任務後，波斯與奧斯曼帝國馬上爆發新一輪戰爭，波斯在1603年至1618年奧斯曼-薩非戰爭獲勝可歸功於安東尼·舍里的弟弟羅伯特·舍里（Robert Shirley）所組織的軍事和現代化改革。
第二次出使歐洲由羅伯特·舍里本人帶領，經克拉科夫、布拉格、佛羅倫斯、羅馬、馬德里、倫敦，然後由莫臥兒帝國印度返回波斯。
1616年，阿拔斯一世與不列顛東印度公司達成貿易協議。到1622年，「一支由英國和波斯組成的聯軍在波斯灣驅逐葡萄牙和西班牙商人」。
羅伯特·舍里在1624年再度帶領使團出使英國謀求達成貿易協議。1715年，一支波斯使團出使路易十四。

### 引用
1. 1 2  Khair, Leer & Edwards 2005，第173頁
2. ↑  Strange 2004，第2頁
3. 1 2 3  Maquerlot & Willems 1996，第17頁
4. ↑  Strange 2004，第1、3頁
5. 1 2  Strange 2004，第1頁
6. 1 2  Strange 2004，第3頁
7. ↑  Harper & Brothers 2007，第7頁
8. ↑  Strange 2004，第4頁
9. ↑  Strange 2004，第6頁
10. ↑  Strange 2004，第8頁
11. ↑  Strange 2004，第8-9頁
12. 1 2 3  Strange 2004，第9頁
13. 1 2  Strange 2004，第9-10頁
14. ↑  Keegan & Wheatcroft 1976，第9頁
15. ↑  Badiozamani 2005，第182頁
16. ↑  Armstrong 2003，第224頁